# Beleg van de stad en het kasteel van Dinant in mei 1675
Het Beleg van de stad en het kasteel van Dinant in mei 1675 is een schilderij met het beleg van de Belgische stad Dinant als onderwerp. Het schilderij is van de hand van kunstschilder Adam Frans van der Meulen. Het schilderij illustreert een fase in de Hollandse Oorlog.

## Iconografie

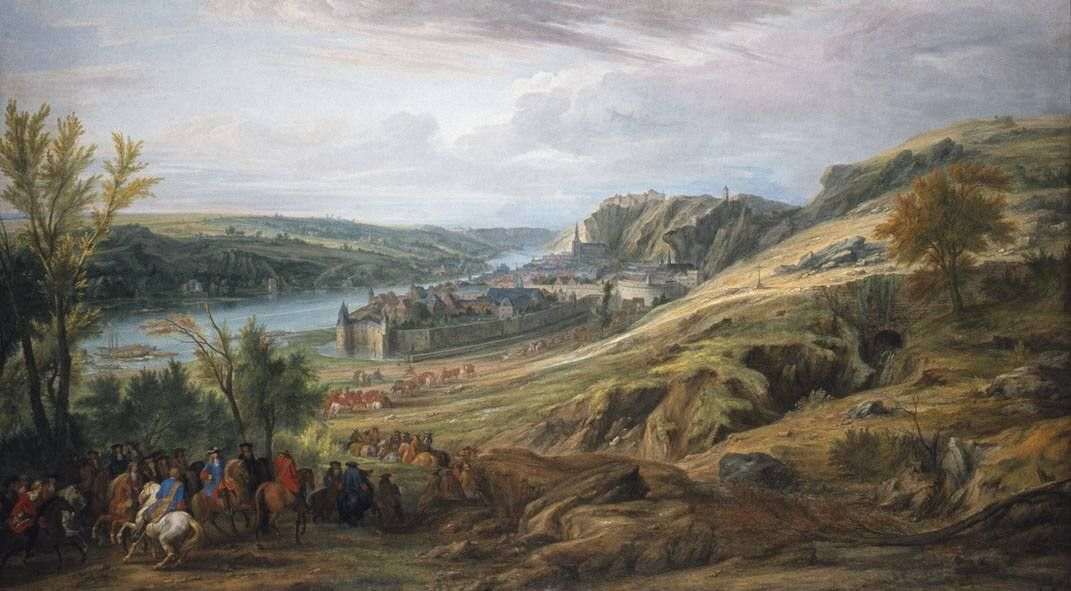
Andere versie van hetzelfde schilderij

Van der Meulen maakte een aantal tekeningen aan de oever van de Maas om de opmars van de Fransen in het territorium van de Habsburgse monarchie vast te leggen. Deze schilderij kwam tot stand nadat hij de landschapschilder Cornelis Huysmans op weg naar Dinant had ontmoet. Hij wordt gezien als de schilder van het landschap rechts op de schilderij, omwille van de zeer getrouwe weergave ervan.

## Achtergrond
Van der Meulen vergezelde koning Lodewijk XIV van Frankrijk op een aantal van zijn reizen en veldslagen. In 1675 bezetten de Fransen, onder aanvoerder en maarschalk van Frankrijk François de Créquy de stad en gebruikten de citadel als verdedigingsbasis. De citadel werd in 1703 opgeblazen bij de aftocht van de Franse troepen. Krachtens het verdrag van Utrecht van 1713 kwam de locatie terug toe aan de bisschop van Luik.

## Geschiedenis
Het Beleg van de stad en het kasteel van Dinant in mei 1675 werd in 2017 aangekocht door het Fonds Pierre François Tilmon. Het schilderij zal in het Musée Groesbeeck de Croix te Namen worden tentoongesteld zodra de restauratie van het museum in 2019 is afgerond.